# Гидроксид иттербия(III)
Гидроксид иттербия(III) — неорганическое соединение,
гидроксид иттербия с формулой Yb(OH)3,
кристаллы.

## Получение
- Осаждение щелочью растворимую соль иттербия:

{\displaystyle {\mathsf {YbCl_{3}+3NaOH\ {\xrightarrow {}}\ Yb(OH)_{3}\downarrow +3NaCl}}}

## Физические свойства
Гидроксид иттербия(III) при осаждении из водных растворов образует аморфную массу. 
При её гидротермальной обработке под давлением можно получить кристаллы
гексагональной сингонии,
параметры ячейки a = 0,622 нм, c = 0,350 нм.

## Химические свойства
- При нагревании теряет воду:

{\displaystyle {\mathsf {Yb(OH)_{3}\ {\xrightarrow {150^{o}C}}\ YbO(OH)+H_{2}O}}}

## Применение
- Используется при фракционном разделении редкоземельных элементов.